# Liste der Monuments historiques in Nitting
Die Liste der Monuments historiques in Nitting führt die Monuments historiques in der französischen Gemeinde Nitting auf.

## Liste der Objekte
| Bezeichnung | Beschreibung                               | Standort                    | Kennzeichnung | Schutzstatus | Datum | Bild |
| ----------- | ------------------------------------------ | --------------------------- | ------------- | ------------ | ----- | ---- |
| Hauptaltar  | mit zwei Skulpturen; Holz, 17. Jahrhundert | in der Kirche St-Luc (Lage) | PM57000938    | Inscrit      | 1996  |      |